# Мартін Дрессен
Мартін Дрессен (нім. Martin Dreßen; 24 лютого 1983) — німецький боксер, призер чемпіонату світу серед аматорів.

## Аматорська кар'єра

### Чемпіонат світу 2003
(кат.до 60 кг)
- В 1/16 фіналу переміг Лінга Ка Ханга (Макао) — RSCO 3
- В 1/8 фіналу переміг Андана Юсоха (Малайзія) — 44-23
- У чвертьфіналі переміг Хусну Косабаса (Нідерланди) — 29-17
- У півфіналі програв Пічай Сайотха (Таїланд) — 26-40

### Чемпіонат світу 2005
(кат.до 64 кг)
- В 1/32 фіналу переміг Артема Оганесяна (Вірменія) — 36-15
- В 1/16 переміг Лахчена Хауарі (Алжир) — 29-15
- В 1/8 переміг Анатолія Андреєва (Молдова) — 32-18
- У чвертьфіналі програв Ділшоду Махмудову (Узбекистан) — 13-33

### Чемпіонат світу 2007
(кат.до 64 кг)
- В 1/32 фіналу переміг Мохамеда Сабех Таха (Ізраїль) — 43-19
- В 1/16 фіналу програв Борісу Георгієву (Болгарія) — 7-10

Не зумів кваліфікуватися на Олімпійські ігри 2008.